# Anisosciadium
Anisosciadium là chi thực vật có hoa trong họ Apiaceae.